# Sportswashing

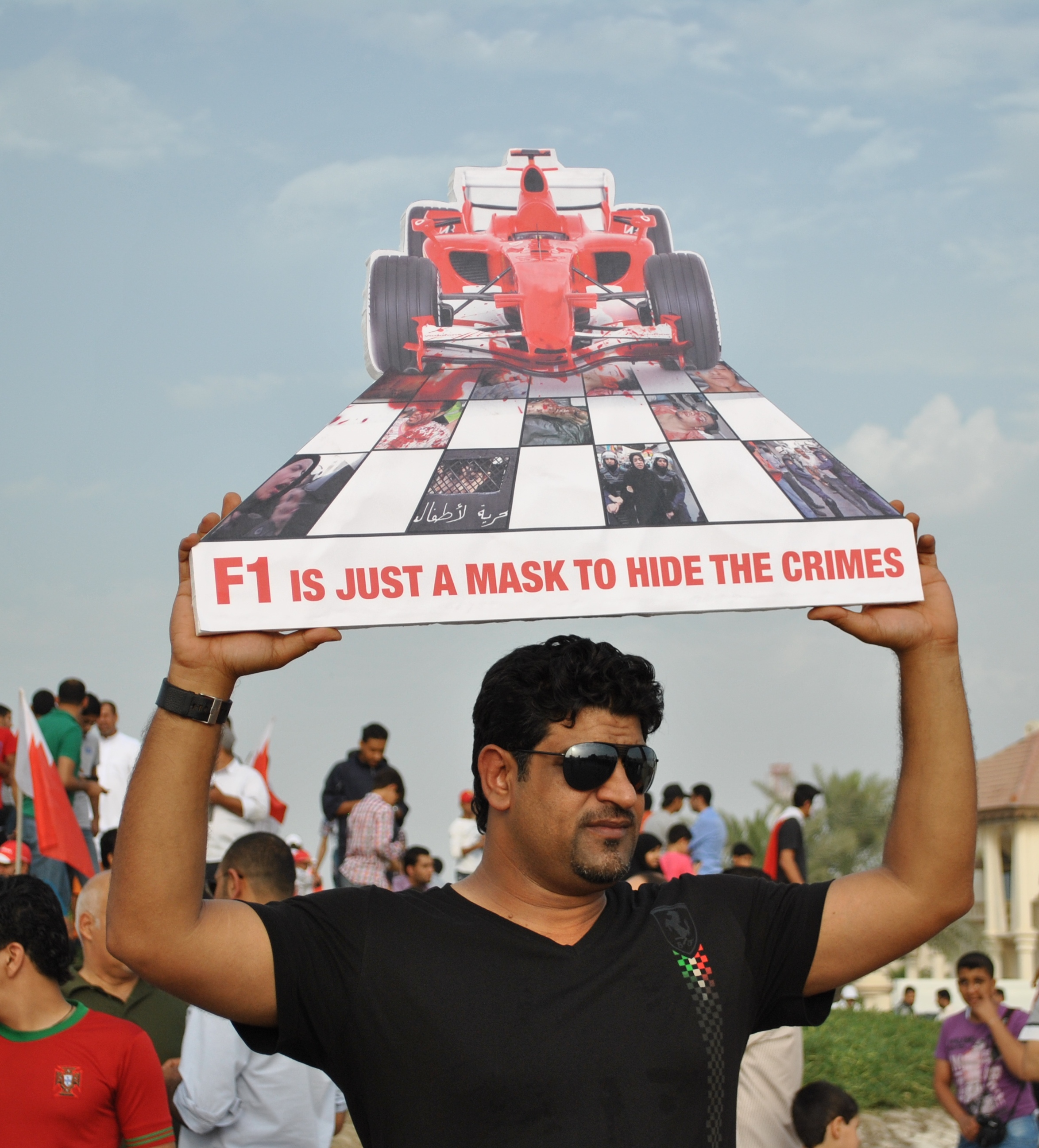
Demonstrant in Bahrain: „F1 is just a mask to hide the crimes“ („Formel 1 ist nur eine Maske für die Verbrechen“)

Als Sportswashing (Wortzusammensetzung aus Sport und Whitewashing) werden Bestrebungen bezeichnet, das Ansehen des eigenen Landes durch Sportveranstaltungen und deren positive Reputation in den Medien zu verbessern. Dieser Begriff betrifft unter anderem die Golfstaaten, welche durch den Export von Erdöl zu den reichsten Nationen der Welt gehören und deswegen auch größere Investitionen in Sportveranstaltungen vor allem im Profisport tätigen können. Durch die Religion Islam verbunden mit den autoritären Regimes sind dort Menschenrechte im Allgemeinen, aber vor allem Religionsfreiheit, Gleichberechtigung oder auch die Rechte von Homosexuellen stark gefährdet bis nicht vorhanden. Auch Enthauptungen und Kreuzigungen werden noch vollzogen, Methoden, welche in der demokratischen Welt und auch in der westlichen Welt geächtet sind. Mit dem Einkauf von Sportveranstaltungen im eigenen Land will man über diese Missstände hinwegtäuschen und schafft dafür gegebenenfalls Sondergenehmigungen für Sportveranstaltungen.
Der Begriff ist zwar relativ neu und wurde erstmals bei der Wahl Aserbaidschans als Gastgeber des Endspiels der UEFA Europa League 2018/19 populär, doch Kritik an kostspieligen Sportveranstaltungen, die das Image eines Staates verbessern sollen, dabei aber andere wichtige staatliche Aufgaben für die Bevölkerung vernachlässigen oder diese gar verdecken sollen, gibt es schon länger, zum Beispiel bei den Protesten in Brasilien 2013.

„Sie beabsichtigen, die Strahlkraft des Sports auf sich zu ziehen.“

## Beispiele (Veranstaltungen)

### Olympische Spiele
Folgende Olympische Spiele können als Fälle von Sportswashing betrachtet werden, weil die diktatorischen oder autokratischen Gastgeber im Ausland einen positiven Eindruck von Globalisierung, Weltoffenheit, Freiheit oder Umweltschutz erwecken wollten oder wollen:
- Olympische Sommerspiele 1936 in Berlin, Nationalsozialistisches Deutschland
- Olympische Winterspiele 1936 in Garmisch-Partenkirchen, Nationalsozialistisches Deutschland
- Olympische Sommerspiele 1968 in Mexiko-Stadt, Mexiko, damals Ein-Parteien-Diktatur, wenige Tage nach dem Massaker von Tlatelolco an hunderten demonstrierenden Studenten
- Olympische Sommerspiele 1980 in Moskau, Sowjetunion, im Jahr nach dem sowjetischen Einmarsch in Afghanistan, wurde daher von den USA und weiteren westlichen Staaten boykottiert
- Olympische Sommerspiele 2008 in Peking, Volksrepublik China
- Olympische Winterspiele 2014 in Sotschi, Russland
- Olympische Winterspiele 2022 in Peking, Volksrepublik China

Dies ist auch entscheidend durch die Politik des Internationalen Olympischen Komitees (IOC) bedingt.

### Fußball-Meisterschaften
Ähnliche Fälle sind folgende Fußball-Weltmeisterschaften und Fußball-Europameisterschaften:
- Fußball-Weltmeisterschaft 1934 im Königreich Italien
- Fußball-Europameisterschaft 1964 in Spanien unter der Diktatur Francisco Francos
- Fußball-Weltmeisterschaft 1970 in Mexiko, das damals kaum demokratisch war
- Fußball-Europameisterschaft 1976 in der Sozialistischen Föderativen Republik Jugoslawien
- Fußball-Weltmeisterschaft 1978 in Argentinien während der Militär-Diktatur (siehe Argentinien – Instabilität und Diktaturen)
- Fußball-Weltmeisterschaft der Frauen 1991 in der Volksrepublik China
- Fußball-Weltmeisterschaft der Frauen 2007 in der Volksrepublik China
- Fußball-Weltmeisterschaft 2018 in Russland
- Fußball-Weltmeisterschaft 2022 in Katar
- Fußball-Weltmeisterschaft 2034 in Saudi-Arabien

Dies ist auch entscheidend durch die Politik der Fédération Internationale de Football Association (FIFA) bedingt.
Ein unklarer Fall ist die Fußball-Weltmeisterschaft 1982 in Spanien nach der Franco-Diktatur. Es gilt nach entscheidenden Verfassungsänderungen seit 1978 als parlamentarische Monarchie (siehe Spanien – Geschichte).

### Militärweltspiele
Das betrifft trotz ihres zweifelhaften Rufes auch die Militärweltspiele, die vom Conseil International du Sport Militaire (CISM) organisiert werden:
- Winter-Militärweltspiele 2017 in Sotschi, Russland
- Sommer-Militärweltspiele 2019 in Wuhan, Volksrepublik China

### Motorsport
Unter anderem in der Formel 1 finden zunehmend viele Rennen in Diktaturen oder Autokratien statt.

### Tennis
- Next Generation ATP Finals seit 2023 in Dschidda, Saudi-Arabien
- WTA Finals 2024 in Riad, Saudi-Arabien
- Six Kings Slam, 2024 in Riad, Saudi-Arabien[5]
- Bezahlter Mutterschaftsurlaub und Zuschüsse für Fruchtbarkeitsschutzmaßnahmen über das PIF-WTA Maternity Fund Program.
- Sponsoring zahlreicher Tennisturniere

### E-Sport
- Esport World Cup, ehemals Gamers8 (verschiedene Disziplinen), seit 2022 jährlich stattfindend, in Riad, Saudi-Arabien
- BLAST Pro Series Finale (Counter-Strike: Global Offensive) 2019 in Riffa, Bahrain
- Blast Premier World Finals (Counter-Strike: Global Offensive, Counter-Strike 2) 2022 und 2023 in Abu Dhabi, Vereinigte Arabische Emirate

2022 übernahm die Savvy Gaming Group, eine Tochtergesellschaft des saudi-arabischen Staatsfonds, die drei Turnier-Organisatoren Electronic Sports League (ESL), FACEIT und DreamHack.

## Staaten

### Saudi-Arabien
Saudi-Arabien ist – ähnlich wie die Volksrepublik China und Russland – nach dem Demokratieindex von The Economist eine der schlimmsten Diktaturen der Welt.
Im Auftrag des autokratischen saudischen Regimes, das offiziell eine absolute Monarchie ist, werden seit Jahren Sportveranstaltungen systematisch aufgekauft, egal ob Fußball, Wrestling, Golf, Tennis oder Motorsport. Alleine 2020 fanden dort zum Beispiel: die Rallye Dakar, der spanische Supercup und der italienische Supercup statt. 2021 sollen die Formel-1-Rennen folgen. Die Pläne dazu zogen scharfe Kritik nach sich. 2022 gründete man mit Saudischen Geld die Golftour LIV Golf. Human Rights Gruppen bezeichneten dies als sportswashing.
Saudi-Arabien hat seit Anfang 2021 mindestens 6,3 Milliarden US-Dollar für Sportgeschäfte ausgegeben. Seit 2021 haben sich mehrere europäische Profisportler und Profifußballer von saudischen Sportvereinen abwerben lassen, darunter Cristiano Ronaldo, Karim Benzema, N’Golo Kanté und Steven Gerrard. Der argentinische Fußballstar Lionel Messi erhält von der saudi-arabischen Tourismusbehörde geschätzte 25 Millionen US-Dollar für seine Werbung (oder Sportpropaganda) für das Land, einschließlich der Beiträge über aufwendige Reisen in den sozialen Medien. Auch der Profiboxer Tyson Fury und der Mixed-Martial-Arts-Kämpfer Francis Ngannou sind in Geschäfte mit Saudi-Arabien verstrickt. Spaniens Lieblingssportler Rafael Nadal hat Anfang 2024 einen Vertrag als „Tennis-Botschafter“ für Saudi-Arabien unterzeichnet. Zusätzlich soll eine neue Rafa-Nadal-Akademie in dem Land eröffnet werden. Ein weiterer Spanier, Jon Rahm, schloss sich der von der saudi-arabischen Regierung finanzierten Golfliga an und erhielt einen Vertrag im Wert von schätzungsweise mehr als 500 Millionen Dollar. Der portugiesische Nationalspieler Cristiano Ronaldo soll Medienberichten zufolge 200 Millionen Euro für seine Hilfe bei der Bewerbung Saudi-Arabiens um die Fußball-Weltmeisterschaft 2030 kassieren.
Gegenüber Fox News erklärte der saudi-arabische Kronprinz Mohammed bin Salman im September 2023, er kümmere sich nicht um die Vorwürfe des Sportswashing. Saudi-Arabien habe ein BIP-Wachstum von 1 % durch den Sport und strebe weitere 1,5 % an.

### Katar
In Katar fanden 2019 die Leichtathletik-Weltmeisterschaften statt, obwohl die Umweltbedingungen des Wüstenstaates dagegen sprachen. Trotz Marathon-Läufen in der Nacht kollabierten viele Läufer aufgrund der Hitze.

“Gott bewahre, aber Menschen, die bei solchen Wetterbedingungen laufen, hätten sterben können.”

Im November und Dezember des Jahres 2022 war Katar Veranstalter der Fußball-WM.

### Aserbaidschan
Die britische Niederlassung von Amnesty International kritisiert die Wahl Aserbaidschans als Gastgeber des Endspiels der UEFA Europa League 2018/19 aufgrund seiner Menschenrechtsverletzungen und nannte die Ausrichtung des Finales „Sportswashing des Images“.

## Unternehmen
Auch Unternehmen versuchen, ihren Namen mit großen Sportereignissen in Verbindung zu bringen. Ein Beispiel hierfür ist der Chemie-Konzern Ineos des britischen Brexit- und Fracking-Befürworters Jim Ratcliffe, welcher 2019 medienwirksam einen inoffiziellen Unter-2-Stunden-Marathon, die Ineos 1:59 Challenge, des Läufers Eliud Kipchoge im Wiener Prater sponsorte, um sich so laut der österreichischen Tageszeitung Der Standard eine Imagepolitur zu verpassen.